# Välasjö
Välasjö är en by i Okome socken,  Falkenbergs kommun. Inom byns gamla gränser ligger Tollsaresjön samt även Norra och Södra Välasjö efter vilka byn bär sitt namn. Dessutom ligger delar av Stora Maresjö och Viggesjön (som gränsar till Gällareds socken i väster) delvis inom byns gamla ägovidder. Samtliga insjöar ingår i Ätrans huvudavrinningsområde. 